# Eslamschahr
Eslamschahr (persisch اسلامشهر Eslāmschahr, ‚Stadt des Islam‘, französisch Islamshahr), bis 1979 Bahramabad, ist eine Stadt in der iranischen Provinz Teheran und Hauptstadt des Verwaltungsbezirks Eslamschahr. 

## Geografie
Mit dem alten, historischen Namen Bahramabad werden heute nur noch kleine nördliche Vororte von Eslamschahr bezeichnet. Bei der Volkszählung im Jahre 2006 hatte Eslamschahr eine Bevölkerungszahl von 357.171, aufgeteilt auf 91.293 Familien.
Die Stadt gliedert sich in die Viertel Vavan, Ghaemije, Saidije, Mohammedije, Mahdije, Baghenarde, Salur, Nuri, Ghasemabad, Ahmadabad, Ghods, Baghqfeiz, Zarafschan, Musiabad, Anbia und Mianabad.

## Klima
Eslamschahr ist regional bekannt für gutes Wetter. Die höchste gemessene Temperatur war 51 °C am 10. Juli 1990, während die niedrigste Temperatur mit −13 °C am 2. Januar 1973 gemessen wurde.

## Wirtschaft
Eslamschahr ist regional bekannt für kunsthandwerkliche Erzeugnisse und gutes Wetter.

## Verkehr
Die Stadt befindet sich an einem bedeutenden Verkehrsweg, der den Süden Teherans über Saveh mit Fars verknüpft.
Die Stadt besitzt einen Bahnhof an der Transiranischen Eisenbahn.
Nahe der Stadt befindet sich auch der Flughafen Teheran-Imam Chomeini.